# Affectionately Yours
Affectionately Yours är en amerikansk komedifilm från 1941 i regi av Lloyd Bacon. I huvudrollerna ses Merle Oberon, Dennis Morgan och Rita Hayworth.

## Rollista i urval
- Merle Oberon - Sue Mayberry
- Dennis Morgan - "Rickey" Mayberry
- Rita Hayworth - Irene Malcolm
- Ralph Bellamy - Owen Wright
- George Tobias - Pasha
- James Gleason - "Chet" Phillips
- Hattie McDaniel - Cynthia the cook
- Jerome Cowan - "Pappy" Cullen
- Butterfly McQueen - Butterfly
- Renie Riano - Mrs. Snell
- Frank Wilcox - "Tommy"
- Grace Stafford - "Chickie" Anderson
- Carmen Morales - Anita
- Murray Alper - Blair
- William Haade - Matthews
- Pat Flaherty - Harmon
- James Flavin - Tomassetti